# Lynn Chang
Lynn Chang (* 1953 in Boston/Massachusetts) ist ein US-amerikanischer Geiger und Musikpädagoge.

## Leben
Chang begann seine Violinausbildung im Alter von sieben Jahren bei Sarah Scriven und bei Alfred Krips vom Boston Symphony Orchestra. Er setzte seine Ausbildung an der Juilliard School bei Ivan Galamian fort und erlangte den Bachelorgrad an der Harvard University. Ab 1982 war er Professor für Violine am Boston Conservatory at Berklee. Sein Student Joseph Lin war von 2011 bis 2018 Erster Geiger des Juilliard String Quartet. Daneben unterrichtete er an der Cornell University, am Harvard College und an der Boston University. 2001 erhielt er den Distinguished Leadership Award des Institute for Asian American Studies der University of Massachusetts Boston. Von 2008 bis 2014 war er Mitglied des Board of Overseers der Harvard University. Er unterrichtet Violine an der Sektion Musik und Theater des Massachusetts Institute of Technology und am New England Conservatory.
1974 gewann Chang den Zweiten Preis beim Premio Paganini in Genua. Von 1983 bis 2008 war er Mitglied der Boston Chamber Music Society. Als Solist trat er mit amerikanischen und chinesischen Sinfonieorchestern auf und war Gast bei internationalen Musikfestivals (u. a. Tanglewood, Marlboro). Mehrfach arbeitete er mit dem Cellisten Yo-Yo Ma zusammen. Mit ihm nahm er Leon Kirchners Tryptich und 1993 das Album Made in America für Sony Classical auf. Ihre Welturaufführung von Ivan Tcherepnins Double Concerto mit dem Greater Boston Youth Symphony Orchestra wurde 1995 mit einem Grawmeyer Award ausgezeichnet. 2004 nahm er an dessen Silk Road Project am Peabody Essex Museum in Massachusetts teil. Seine Aufnahme des Albums Girl with Orange Lips mit Dawn Upshaw bei Sonsuch Records wurde mit einem Grammy ausgezeichnet.
2010 trat Chang bei Zeremonie zur Verleihung des Friedensnobelpreises an den chinesischen Schriftsteller und Systemkritiker Liu Xiaobo auf, 2011 bei der Veranstaltung zur Ehrung Yo-Yo Mas mit Präsident Barack Obama im Kennedy Center. 2020 wurde er Mitglied der American Academy of Arts and Sciences.

## Preise und Auszeichnungen
- 1974: Premio Paganini, 2. Preis
- 2020: Mitglied der American Academy of Arts and Sciences[1]